# プロスト・AP04
プロスト・AP04 (Prost AP04) は、プロスト・グランプリが2001年のF1世界選手権参戦用に開発し投入したフォーミュラカー。シーズン当初はジャン・アレジとガストン・マッツァカーネがドライブした。決勝最高成績は5位。

## 開発の経緯
2001年はオーナーのアラン・プロストにとって、前年にプジョーエンジンを失ったばかりか、大口スポンサーの多くが離れるなど、チーム存続に関する苦闘の年となった。
当初はペドロ・ディニスがスポンサーのパルマラットと共にチーム運営に参画し、壊滅的な2000年より改善の兆しが見えてきたように感じられた。AP04はフェラーリ製のエンジンとトランスミッションを使用することとなり、エンジンにはスポンサーのエイサーのバッジが付けられることとなった。また、タイヤはF1に復帰したミシュランを選択した。アレジは冬期テストで好調なタイムを出し、AP04はその性能が期待された。
しかしながら、シーズンが開幕するとチームは中位で苦闘することとなる。チームはスポンサーを引きつけるために冬期テストで燃料を少なめに積みその性能を欺いたのでは無いかとの疑念を招いた。アレジは出走した12戦すべてを完走を果たし、4ポイントを獲得したが、チームとの関係が悪化しハンガリーGPからジョーダンに移籍した。後任は折しもジョーダンを解雇されたハインツ＝ハラルド・フレンツェンがドライブした。フレンツェンはアレジとトレード状態でチームのエースドライバーとなったものの、ポイントを増やすことはできなかった。
チームのドライバー問題は23番車ではより複雑なものであった。マッツァカーネは4戦に出場した後に解雇され、後任はルチアーノ・ブルティであったが、ブルティはその能力を疑問視されジャガーを解雇されたばかりであった。ブルティはマッツアカーネより速かったものの、2台のシャシーを破壊し、怪我のため出場できなくなった。その代役としてトーマス・エンゲが出場した。
シーズン終盤、焦点はチームの差し迫った崩壊の危機にあった。プロストはディニス親子と仲違いし、チームは資金を使い果たしていた。チーム買収の様々な目論見はどれも徒労に終わり、チームは消滅することとなった。
シャシーを始めとする様々な設備は2002年シーズンに参入しようとするフェニックス・ファイナンスへ売却され、AP04にTWRのエンジンが搭載されたが、FIAはF1へのエントリーを認めなかった。

## F1における全成績
(key) （太字はポールポジション）
| 年     | チーム   | エンジン     | タイヤ | ドライバー     | 1   | 2   | 3   | 4   | 5   | 6   | 7   | 8   | 9   | 10  | 11  | 12  | 13  | 14  | 15  | 16  | 17  | ポイント | 順位 |
| ------ | -------- | ------------ | ------ | -------------- | --- | --- | --- | --- | --- | --- | --- | --- | --- | --- | --- | --- | --- | --- | --- | --- | --- | -------- | ---- |
| 2001年 | プロスト | エイサー V10 | M      |                | AUS | MAL | BRA | SMR | ESP | AUT | MON | CAN | EUR | FRA | GBR | GER | HUN | BEL | ITA | USA | JPN | 4        | 9位  |
| 2001年 | プロスト | エイサー V10 | M      | アレジ         | 9   | 9   | 8   | 9   | 10  | 10  | 6   | 5   | 15  | 12  | 11  | 6   |     |     |     |     |     | 4        | 9位  |
| 2001年 | プロスト | エイサー V10 | M      | フレンツェン   |     |     |     |     |     |     |     |     |     |     |     |     | Ret | 9   | Ret | 10  | 12  | 4        | 9位  |
| 2001年 | プロスト | エイサー V10 | M      | マッツァカーネ | Ret | 12  | Ret | Ret |     |     |     |     |     |     |     |     |     |     |     |     |     | 4        | 9位  |
| 2001年 | プロスト | エイサー V10 | M      | ブルティ       |     |     |     |     | 11  | 11  | Ret | 8   | 12  | 10  | Ret | Ret | Ret | Ret |     |     |     | 4        | 9位  |
| 2001年 | プロスト | エイサー V10 | M      | エンゲ         |     |     |     |     |     |     |     |     |     |     |     |     |     |     | 12  | 14  | Ret | 4        | 9位  |

## 参照
- Henry, Alan (ed.) (2001). AUTOCOURSE 2001-2002. Hazleton Publishing Ltd.. pp. 98?99. ISBN 1-903135-06-0

1. ↑  “FIAは新チームのエントリーを認めず”. レスポンス（Response.jp）. 2022年10月21日閲覧。